# Tokusō
Tokusō (得宗) est le nom du titre détenu par le chef de la branche principale du clan Hōjō, qui monopolise la position de shikken (régent) du shogunat de Kamakura au Japon.
Le nom tokusō viendrait de Tokushū (徳崇), le nom bouddhiste de Hōjō Yoshitoki, mais Hōjō Tokimasa est habituellement regardé comme étant le premier des huit tokusō qui ont existé :
1. Hōjō Tokimasa
2. Hōjō Yoshitoki
3. Hōjō Yasutoki
4. Hōjō Tsunetoki
5. Hōjō Tokiyori
6. Hōjō Tokimune
7. Hōjō Sadatoki
8. Hōjō Takatoki

La structure politique de la dictature tokusō est mise en place par Yasutoki et consolidée par son petit-fils Tokiyori. La lignée tokusō détient un pouvoir écrasant sur les gokenin et les branches cadettes du clan Hōjō. Tokiyori élabore souvent des décisions politiques lors de réunions privées (寄合, yoriai) chez lui au lieu d'en discuter au hyōjō (評定), le conseil du shogunat. Cela renforce les obligés privés (御内人, miuchibito) du tokusō. En 1256, Tokiyori sépare pour la première fois les positions de shikken et de tokusō. En raison d'une maladie, il installe son jeune fils Tokimune comme tokusō tandis que Nagatoki, un proche collatéral, est nommé shikken pour aider Tokimune. 